# Ізлап
Ізла́п (рос. Излап) — село у складі Солтонського району Алтайського краю, Росія. Входить до складу Макар'євської сільської ради.

## Населення
Населення — 225 осіб (2010; 272 у 2002).
Національний склад (станом на 2002 рік):
- росіяни — 99 %